# Eugénie Fougère (demi-mondaine)
Ne doit pas être confondu avec Eugénie Fougère.
Pour les articles homonymes, voir Fougère (homonymie).
Eugénie Fougère, née le 17 mars 1861 à Chambon-sur-Voueize, et morte assassinée le 20 septembre 1903 à Aix-les-Bains,, est une demi-mondaine de la Belle Époque, surnommée Nini, la belle Fou-Fou  ou Bâton de réglisse à cause de la couleur très brune de son teint. Elle était célèbre pour ses bijoux et ses toilettes luxueuses. 
Elle ne doit pas être confondue avec l'actrice également nommé Eugénie Fougère, bien qu'elles se connaissaient et fréquentaient les mêmes cercles, et même vécurent dans la même rue à Paris pendant un certain temps.

## Biographie
Eugénie Fougère est née en 1861 à Chambon-sur-Voueize, une petite ville du Limousin dans le centre de la France. 
En 1880, elle quitte Chambon-sur-Voueize, à l'âge de 19 ans, et va à Montluçon où elle commence à travailler comme serveuse et femme de ménage. Rapidement, sa beauté se fait remarquer et elle reçoit des surnoms, comme Miss chocolat. 
Elle suit un amoureux pour aller vivre à Paris et devient modèle dans une grande maison de mode,. Elle commence à fréquenter le demi-monde à Paris, Monaco, Biarritz, Nice et même en Amérique du Sud. Elle habite un bel appartement 138 rue de Courcelles à Paris. Elle passe ses hivers au casino de Monte-Carlo et ses étés dans la station thermale d'Aix-les-Bains. Finalement, elle commence à utiliser de l'opium et de l'éther.

## Assassinat

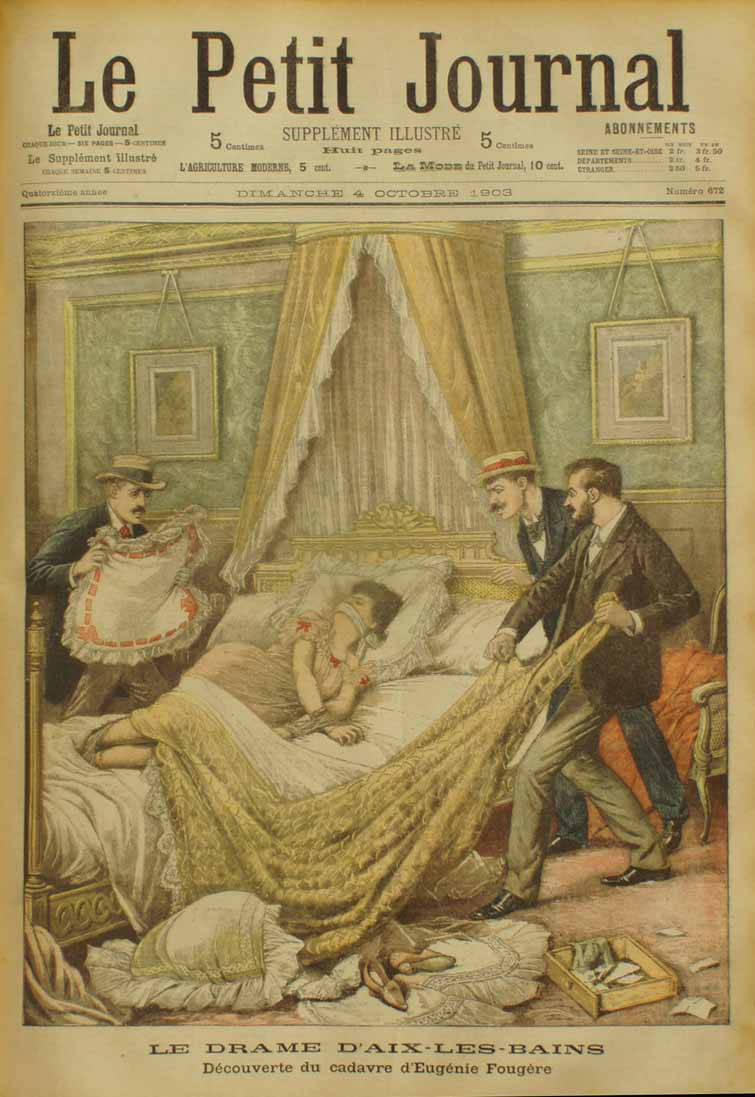
Couverture du Petit Journal du 4 octobre 1903 sur l'assassinat d'Eugénie Fougère.

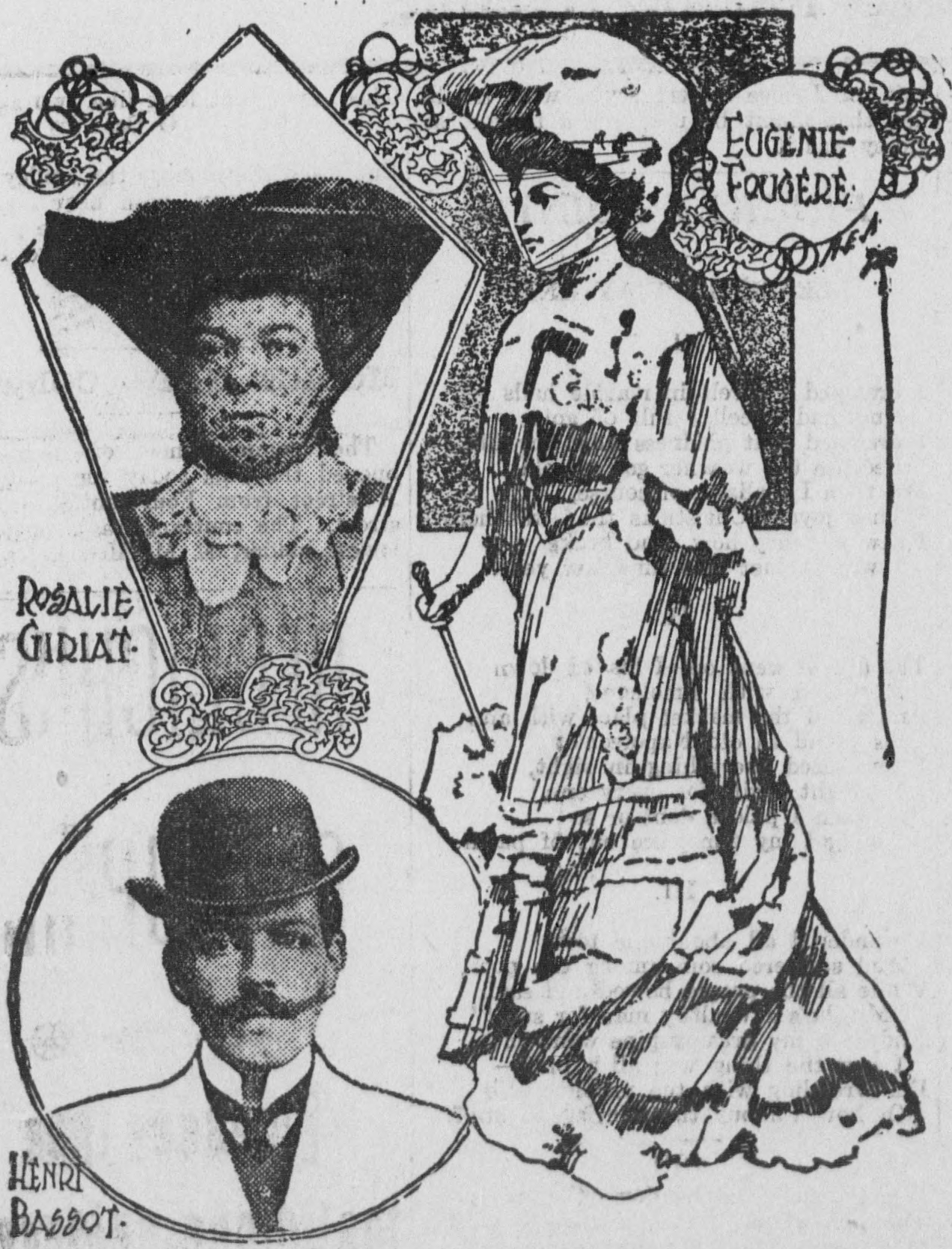
Eugénie Fougère et les deux personnes arrêtées pour son meurtre : Victorine (Rosalie) Giriat et Henri Bassot, 1903.

Dans la matinée du 20 septembre 1903, elle est assassinée avec une de ses employées de maison dans la villa dite chalet de Solms à Aix-les-Bains, ville d'eau à la mode avec un casino. Le crime aurait été commis par des voleurs qui voulaient ses bijoux. Une femme de chambre a également été assassinée, et une autre dame de compagnie a été si maltraitée qu'elle a perdu la raison,.
Les enquêtes de police ont révélé que son amie et dame de compagnie, Victorine Rosalie Giriat, a organisé le meurtre avec un certain Henri Bassot, qui serait le cerveau de l'affaire.
L'affaire inspire une pièce de théâtre d'Albert Pujol, intitulée Le crime d'Aix, jouée pour la première fois au théâtre de l'Ambigu, le 3 novembre 1904, avec Armande Cassive, Maurice Volny et le tout jeune débutant Max Linder.

## Audiographie
- Christophe Hondelatte, Le destin tragique de Foufou, Europe 1, 28 mai 2021.